# Cafarlet
Die Burg Cafarlet (latein.: Kaferlatum, arabisch: Kafr Lam (كفرلام), auch Kafr Lab, Kafarla, Capharleth, Kafarletum) ist die Ruine einer Kreuzfahrerburg im heutigen Israel.

## Lage
Die Burg liegt beim Ort HaBonim (הַבּוֹנִים) an der Karmelküste, etwa einen Kilometer vom Meer entfernt. Wie die nahegelegene Burg Merle sicherte sie die Küstenstraße zwischen Haifa und Caesarea Maritima im damaligen Königreich Jerusalem.

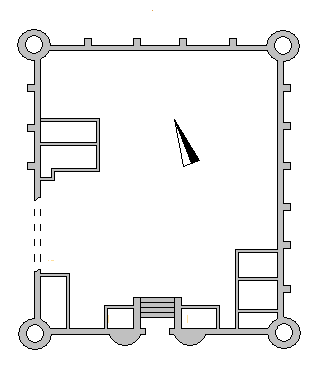
Grundrissplan von Caferlet

## Geschichte
Die Burg findet in mittelalterlichen Urkunden kaum Erwähnung. Sie unterstand dem Herrn der nahegelegenen Herrschaft Caesarea. Die Architektur der Anlage, mit ihrem rechteckigen Grundriss als einfache, an den vier Ecken mit Türmen bewehrte Ringburg war bereits zur Zeit des Umayyaden-Kalifats üblich, was darauf hindeutet, dass sie bereits vor Ankunft der Kreuzfahrer 1099 von Muslimen erbaut wurde.
Nach der Schlacht bei Hattin 1187 wurde wahrscheinlich auch Cafarlet von Sultan Saladin besetzt, bis sie vom Dritten Kreuzzug zurückerobert wurde.
Im Oktober 1213 übertrug der Herr von Caesarea die Burg zusammen mit zwei anderen Gütern als Sicherheit für ein von diesen gewährtes Darlehen über 1.000 Bezanten an den Johanniterorden. 1232 verkaufte er die Burg für einen Preis von 16.000 sarazenischen Bezanten endgültig an den Orden. Der höhere Preis ist wohl dem Umstand geschuldet, dass der Herr von Caesarea die Burg nach einem damaszenischen Überfall auf seine Ländereien im Jahr 1227 ausgebaut hatte.
1255 übertrugen die Johanniter die Burg dem Templerorden. 1265 wurde Cafarlet von den Mamluken erobert, aber anscheinend kurz darauf von den Kreuzfahrern zurückerlangt. 1291 fiel Cafarlet endgültig in die Hände der Mamluken.